# Greenwich
Greenwich (wymowaⓘ) – dzielnica Londynu, we wschodniej części miasta, na południowym brzegu Tamizy, w gminie Royal Borough of Greenwich. Greenwich jest wspomniane w Domesday Book (1086) jako Grenviz. Przebiega przez nią południk zerowy.